# Shane West
Shane West, nome artístico de Shannon Bruce Snaith (Baton Rouge, 10 de junho de 1978), é um ator e músico estadunidense. Ele é mais conhecido por seus papéis principais em Once and Again, ER,  Nikita e Salem. Também por protagonizar os filmes Um Amor para Recordar e The League of Extraordinary Gentlemen.
Shane foi vocalista, guitarrista e compositor na banda "Jonny Was", bem como vocalista do The Germs (2005-2009).

## Biografia

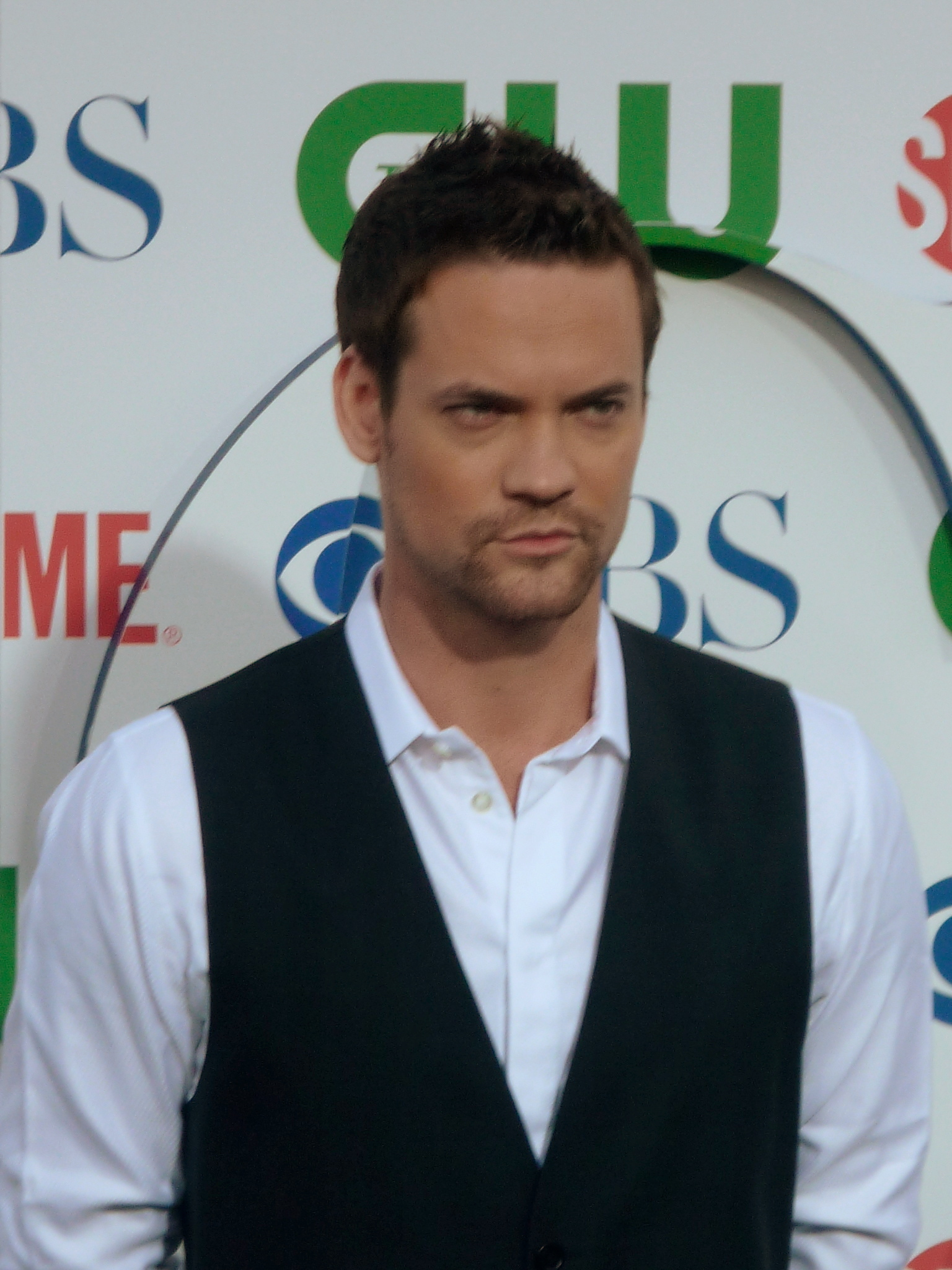
Shane em 2010 (CBS Summer Press Tour Party)

Nascido em Baton Rouge, Shannon Bruce Snaith é filho de Leah Catherine, uma advogada, e Don Snaith, um gerente de farmácia. Ele tem duas irmãs mais novas, Simone Snaith e Marli Ann Snaith (meia-irmã). Seus pais se divorciaram em 1982, quando ele tinha quatro anos. Com dez anos de idade, Shane e sua irmã Simone mudaram-se para Compton com sua mãe, porque ela estava atrás de um emprego melhor. Mais tarde mudou-se para Norwalk. Quando ele tinha quinze ou dezesseis anos, mudou-se para Los Angeles para perseguir uma carreira de ator integral.
A mãe de Shane vem de uma família Cajun muito residente na Luisiana (ela é de ascendência francesa e espanhola). O pai de Shane nasceu na Jamaica, de ascendência britânica e portuguesa.

## Carreira
Seu primeiro papel principal em uma série televisão foi em 1999, como Eli Sammler em Once and Again, e seu primeiro papel principal em um filme foi em 2000, como Ryan Woodman na comédia romântica Whatever It Takes. Em 2002, fez par romântico com Mandy Moore no filme Um Amor para Recordar, que é baseado no livro homônimo de Nicholas Sparks e se tornou um sucesso mundial. Ele também apareceu no videoclipe de Cry. 
Em 2003, apareceu como Tom Sawyer no filme The League of Extraordinary Gentlemen, sobre uma equipe de indivíduos com habilidades especiais que é formada de tempos em tempos para salvar o mundo de grandes ameaças. Em 2004, se uniu ao elenco regular da série médica ER, onde interpretou regularmente o Doutor Ray Barnett até 2007, aparecendo também como convidado especial em 2009. Em 2007, foi lançado o filme independente What We Do Is Secret, protagonizado por Shane como o falecido cantor Darby Crash, e com as filmagens iniciadas em 2005.
Entre 2010-2013, atuou como o agente Michael Bishop no drama de espionagem Nikita. Em 2014, ele começou a estrelar a série de bruxas Salem, como o herói de guerra John Alden.

### Na música

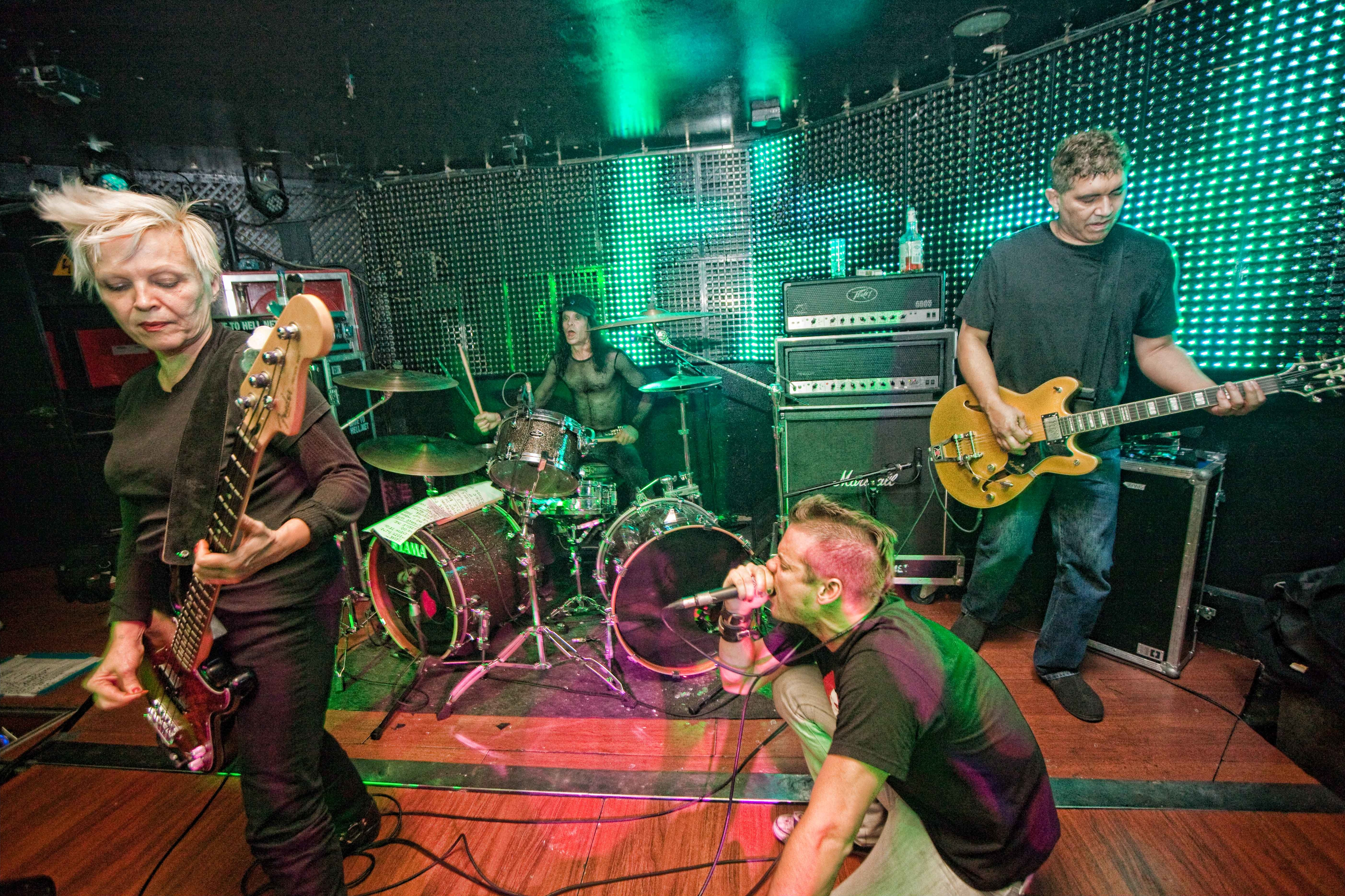
Shane e os outros membros do The Germs em Madrid, dezembro de 2009

Influenciado por seus pais, ele cresceu ouvindo The Clash, The Jam, Blondie, Elvis Costello e The Kinks. Ele revelou para a Rolling Stone em agosto de 2008: "Eu sempre pensei que estaria fazendo música ao invés de atuação". Por sete ou oito anos, foi vocalista, guitarrista e compositor na banda de punk rock "Jonny Was", que ficou conhecida originalmente como "Average Joe", mas teve que mudar de nome por motivos legais. Antes de mudar o nome, a banda contribuiu com uma música (So What Does It All Mean?) para a trilha sonora de Um Amor para Recordar, aparecendo como "West, Gould, and Fitzgerald". 
Em novembro de 2005, enquanto o filme What We Do Is Secret ainda estava em produção, foi anunciado que Shane seria o vocalista dos The Germs em turnê. Ele se apresentou com a banda por quase cinco anos, fazendo uma turnê americana (incluindo Warped Tour em 2006, 2007 e 2008) e uma turnê europeia. Ele descreveu a experiência como "mais emocionante" do que atuar. No entanto, após ganhar um papel principal na série Nikita, Shane teve menos tempo para ficar com a banda. Sua última apresentação foi em dezembro de 2009.

## Filmografia
| Ano       | Titulo                                | Papel                       | Nota                                                                       |
| --------- | ------------------------------------- | --------------------------- | -------------------------------------------------------------------------- |
| 1995      | Picket Fences                         | Dave Lattimore              | 1 episódio                                                                 |
| 1995      | California Dreams                     | Doug (voz)                  | 1 episódio                                                                 |
| 1996      | The Crew                              | Gerente da Loja             | 1 episódio                                                                 |
| 1996      | Boy Meets World                       | Nick                        | 1 episódio                                                                 |
| 1997      | Meego                                 | Homem com um chapéu grande  | 1 episódio                                                                 |
| 1997      | Mr. Rhodes                            | Mick                        | 1 episódio                                                                 |
| 1997      | The Westing Game                      | Chris Theodorakis           | Telefilme                                                                  |
| 1998      | The Closer                            | Tad                         | 1 episódio                                                                 |
| 1998      | Buffy the Vampire Slayer              | Sean                        | 1 episódio                                                                 |
| 1998      | Sliders                               | Kirk                        | 1 episódio                                                                 |
| 1998      | To Have & to Hold                     | Mitch Maloney               | 1 episódio                                                                 |
| 1998      | Clips' Place                          |                             | Telefilme                                                                  |
| 1999      | Liberty Heights                       | Ted                         |                                                                            |
| 1999-2002 | Once and Again                        | Eli Sammler                 | Elenco Regular, 54 episódios                                               |
| 2000      | Whatever It Takes                     | Ryan Woodman                |                                                                            |
| 2000      | Dracula 2000                          | JT                          |                                                                            |
| 2001      | Get Over It                           | Bentley "Striker" Scrumfeld |                                                                            |
| 2001      | Ocean's Eleven                        | Ele mesmo                   |                                                                            |
| 2002      | Um Amor para Recordar                 | Landon Carter               |                                                                            |
| 2002      | A Time for Dancing                    | Paul, o DJ                  |                                                                            |
| 2003      | The League of Extraordinary Gentlemen | Tom Sawyer                  |                                                                            |
| 2004-2009 | ER                                    | Dr. Ray Barnett             | 70 episódios Elenco Regular, Temporada 11, 12 e 13 Convidado, Temporada 15 |
| 2006      | The Elder Son                         | Bo                          |                                                                            |
| 2007      | Supreme Courtships                    |                             | Telefilme                                                                  |
| 2007      | What We Do Is Secret                  | Darby Crash                 |                                                                            |
| 2009      | The Lodger                            | Street Wilkenson            |                                                                            |
| 2009      | Red Sands                             | Spc. Jeff Keller            |                                                                            |
| 2009      | Echelon Conspiracy                    | Max Peterson                |                                                                            |
| 2010      | The Presence                          | Fantasma                    |                                                                            |
| 2010      | El Dorado                             | Jack Wilder                 |                                                                            |
| 2010      | The Love Affair                       | Carter Troy                 | Curta-metragem                                                             |
| 2010-2013 | Nikita                                | Michael Bishop              | Elenco Regular, 73 episódios                                               |
| 2011      | Hollywood Rules                       | Donald P. Meyers            |                                                                            |
| 2014      | Kerosene Cowboys                      | Tom Craig                   |                                                                            |
| 2014-2017 | Salem                                 | John Alden                  | Elenco Regular                                                             |

## Prêmios & indicações
| Ano  | Trabalho                              | Prêmio / Categoria                                                | Resultado |
| ---- | ------------------------------------- | ----------------------------------------------------------------- | --------- |
| 2002 | Um Amor para Recordar                 | Young Hollywood Awards / Superstars of Tomorrow (com Mandy Moore) | Vencedor  |
| 2002 | Um Amor para Recordar                 | Teen Choice Awards / Choice Movie: Chemistry (com Mandy Moore)    | Vencedor  |
| 2002 | Once and Again                        | Teen Choice Awards / Choice TV Actor: Action/Drama                | Indicado  |
| 2003 | The League of Extraordinary Gentlemen | Cinescape Genre Face of the Future Awards / Best Male Performance | Indicado  |
| 2004 | The League of Extraordinary Gentlemen | Cinescape Genre Face of the Future Awards / Best Male Performance | Indicado  |
| 2008 | What We Do Is Secret                  | Philadelphia Film Festival / Rising Star Award                    | Vencedor  |
| 2011 | Nikita                                | Teen Choice Awards / Choice TV Actor Action                       | Vencedor  |
| 2012 | Nikita                                | Teen Choice Awards / Choice TV Actor Action                       | Indicado  |
| 2013 | Nikita                                | Teen Choice Awards / Choice TV Actor Action                       | Indicado  |